# Mälbosjön
Mälbosjön är en sjö i Hudiksvalls kommun i Hälsingland och ingår i Harmångersån-Delångersåns kustområde. Sjön är 3 meter djup, har en yta på 0,051 kvadratkilometer och befinner sig 39 meter över havet.